# بيدر

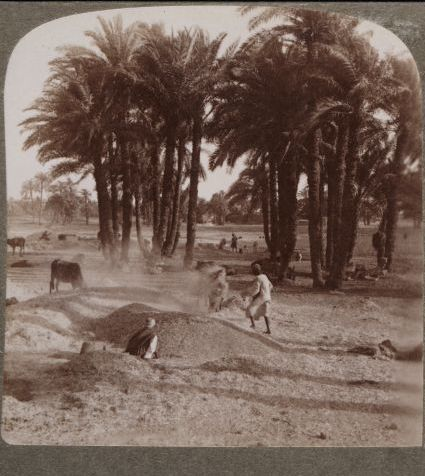
درس الغلة في الفلاحين - مصر سنة 1904م

البيدر (في الشام) أو الجرن أو الجرين أو مكان في الهواء الطلق تُجمع فيه أكوام الحبوب أيام الحصاد تمهيدًا لدرسها (فصل الحبوب فيها عن القش). وقد انقرضت تقريبًا هذه العادة بعد ظهور الميكنة.

## التأثيل
البيدر كلمة ذات أصل آرامي «بِيت إدرا» بمعنى أي موضع تُدرس فيه الحنطة.